# 森美術館
森美術館（もりびじゅつかん）という名称をもつ美術館は、以下の2館がある。
1. 東京都港区の六本木ヒルズ森タワー内にある美術館施設。本項ではこれについて詳述する。
2. 武蔵野美術大学の森豪男教授による、福島県いわき市大久町大久にある私設の地域コミュニティ美術館（外部リンク）。1995年開設。建築設計は、建築家・伊藤寛による。

森美術館（もりびじゅつかん）は、東京都港区六本木六丁目の六本木ヒルズ森タワー53階部分に位置する森アーツセンターの核となる美術館施設である。美術館のある地上約230m（53階）は、建物内の展示空間としては日本最高所に位置する。通称は森美術館の英語名称であるMori Art Museumの頭文字を取り、MAM（マム）。

## 概要
森美術館の施設設計は、アメリカ・ニューヨークのホイットニー美術館や、ドイツ・ベルリンのグッゲンハイム美術館等を設計した、リチャード・グラックマン（Richard Gluckman）が担った。
通常のビルでは、賃料を高く設定できる最上部にはオフィスやレストランを誘致するのが定石であるが、六本木ヒルズでは開発を手掛けた森稔（森ビル社長。2012年死去）の六本木を文化都心にしたい。その象徴として、タワー最上部に美術館を据えたいとの理念により、「経済（オフィス）の上に文化（アート）を置く」をコンセプトに開館した。
開館以前、ビルの中に美術館を設ける事例は、国内では出光美術館（東京本館）や百貨店内のミュージアム等に限られていた。そうした中、森美術館の開館は「ビルの中に美術館」を開設する契機になった。
同じ六本木地区にあるサントリー美術館、国立新美術館との3館で「六本木アート・トライアングル」を結成している。
館長は京都造形芸術大学教授で愛知県出身の片岡真実。

## 展示内容
現代美術を中心に絵画や彫刻、建築、ファッション、そしてインスタレーション等で構成された企画展示を行う。欧米からアジアやアフリカに至るまで、世界各地で発信されたあらゆる作品が展示の対象となっている。また、近年に発表された現在進行の表現についても積極的に公開を試みている。開館2年後までは所蔵作品を持たずに企画運営する方針を採っていた。
主な企画展「六本木クロッシング」

## スタッフ
創立者は森稔（元森ビル株式会社会長＆CEO）、名誉理事長は森佳子（森ビル株式会社取締役）。

### 歴代館長
- 1 デヴィッド・エリオット（David Elliott）2003年 - 2006年
- 2 南條史生 2006年11月 - 2019年12月
- 3 片岡真実 2020年 -

### 特別顧問
- 南條史生

### 学芸員
- 椿玲子
- 徳山拓一
- 近藤健一

## 交通
- 東京メトロ日比谷線 『六本木駅』下車徒歩0分
- 都営地下鉄大江戸線 『六本木駅』下車徒歩約4分
- 東京メトロ南北線、都営地下鉄大江戸線 『麻布十番駅』下車徒歩約4分
- 東京メトロ千代田線 『乃木坂駅』下車徒歩約6分
- 都営バスRH01系統（渋谷駅前～[直行]～六本木ヒルズ） 『六本木ヒルズ』・『六本木けやき坂』バス停下車
- 都営バス都01系統折返（渋谷駅前～六本木ヒルズ） 『六本木ヒルズ』・『六本木けやき坂』バス停下車
- ちぃばす(田町ルート・赤坂ルート)　『六本木ヒルズ』・『六本木けやき坂』バス停下車
- 都営バス都01系統（渋谷駅前～新橋駅） 『六本木六丁目』バス停下車
- 都営バス渋88系統（渋谷駅前～新橋駅北口） 『六本木六丁目』バス停下車

- 首都高速道路『飯倉』出口・『霞が関』出口・『渋谷』出口・『芝公園』出口から各約10分、『外苑』出口から約15分